# زیردریایی گم‌شده آرژانتین

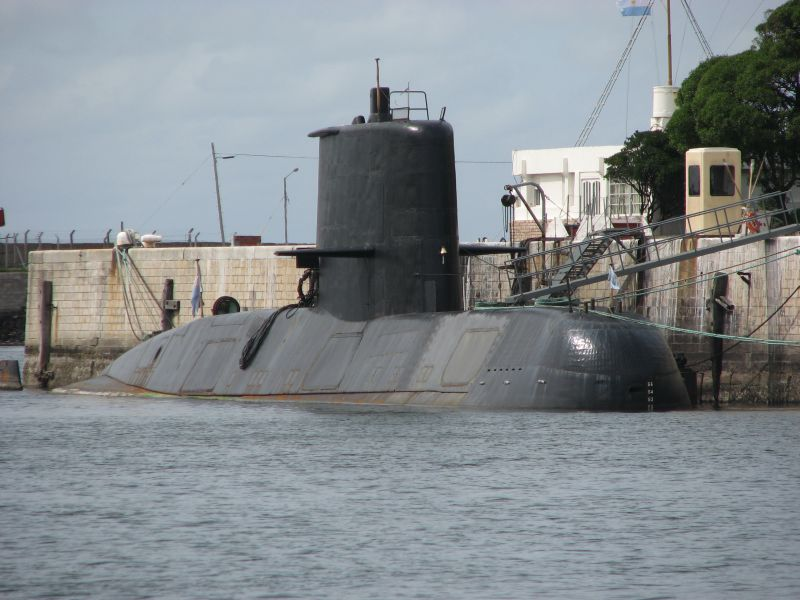
زیردریایی تی آر ۱۷۰۰ - آ آر آ - سن خوان (اس - ۴۲)

زیردریایی گم‌شده آرژانتین (انگلیسی: Missing submarine Nov 2017 Argentine) زیردریایی سن خوان ARA ارتش نیروی دریایی آرژانتین و ساخت آلمان می‌باشد. این زیردریایی از روز چهارشنبه ۱۵ نوامبر ۲۰۱۷ با ۴۴ خدمه مفقود شد و دولت اعلام کرد این زیردریایی گم شده‌است.
در آخرین گزارش در تاریخ ۱ دسامبر ۲۰۱۷ عملیات جستجو برای یافتن زیردریایی مفقود شده آرژانتین به گفته نیروی دریایی آرژانتین پس از دو هفته متوقف شد.

در تاریخ ۲۳ نوامبر ۲۰۱۷ به گفته سخنگوی ارتش صدای انفجاری در آخرین تماس کوتاهی که این زیردریایی داشته شنیده شده‌است که احتمال غرق شدن آن را زیاد کرده‌است.
آخرین اطلاعات؛
مقامات نیروی دریای آرژانتین امروز شنبه اعلام کردند زیردریایی گمشده این کشور که سال گذشته با ۴۴ خدمه در دریای اطلس جنوبی ناپدید شده بود امروز ۱۷ نوامبر پس از یکسال و یک روز پیدا شد.
شرکت آمریکایی اوشن اینفینیتی که در زمینه کاووش و نقشه‌برداری از بستر اقیانوس‌ها فعالیت دارد و از سوی نیروی دریایی آرژانتین برای شناسایی زیردریایی ای.آر. ای (ARA) سن خوآن به خدمت گرفته شده بود، آن را در عمق ۸۰۰ متری اقیانوس اطلس شناسایی کرد.
نیروی دریایی آرژانتین در پیامی که در حساب کاربری توئیتر خود منتشر کرده بود از پیدا شدن این زیردریایی خبر داد. نیروی دریایی آرژانتین همچنین ساعت‌ها قبل از کشف این زیردریایی، عکسی از یک نقطه در بستر دریا  منتشر کرد که یک شی به طول ۶۰ متر را نشان می‌داد.
زیردریایی ای.آر. ای سن خوآن ۱۵ نوامبر سال گذشته در سواحل آرژانتین در مسیر جنوب به شمال بندر ماردلپلاتا در حالی که قصد بازگشت از مأموریت را داشت، ناپدید شد.
بر اساس آخرین تماس‌های ثبت شده از کاپیتان این زیردریایی، ورود آب به محفظه لوله مخصوص تنفس در زیر آب علت اصلی غرق شدن زیردریایی بوده‌است. این زیر دریایی یکی از مدلهای قدیمی دیزلی ساخت آلمان بود که زمان ساخت آن به اواسط دهه ۸۰ میلادی بازمی‌گردد. این در حالی است که به گفته مقامات نیروی دریایی آرژانتین حدود ۵ سال قبل این زیردریایی با موتورهای جدید و باتری‌های پیشرفته جایگزین شده بود. با این حال، کارشناسان بر این باورند که بدنه کشته در برابر فشار آب عمق ۵۰۰ تا ۶۰۰ متر مقاوم نیست.

## تاریخچه
زیردریایی سن خوان ARA از نوع تی‌آر - ۱۷۰۰ ساخت آلمان است که در سال ۱۹۸۳ در نیروی دریایی آرژانتین آغاز به کارکرد. این یکی از سه زیردریایی نیروی دریایی این کشور است که در آلمان ساخته شده. این زیر دریایی در سال ۲۰۰۸ یک سرویس و نگهداری را از سر گذراند که در آن چهار موتور دیزل و موتور پروانه‌های الکتریکی اش تعویض گردید.

## شرح واقعه
زیردریایی سن خوان ARA آرژانتین با ۴۴ خدمه چند روز پیش پایگاه خود را به قصد گشت‌زنی در آب‌های جنوب اقیانوس اطلس ترک کرد و آخرین زمانی که در اقیانوس اطلس تماسی با این زیردریایی برقرار شد در ۴۳۲ کیلومتری(۲۶۸ مایل) سواحل پاتاگونیا بود.

## اقدامات نجات
بدنبال اعلام گم شدن این زیر دریایی توسط دولت آرژانتین ده‌ها کشتی و هواپیما و بیش از ۴۰۰۰ نیروی جستجوگر از آرژانتین، ایالات متحده، انگلیس، شیلی، روسیه و برزیل به کاوش برای پیدا کردن این زیر دریایی به نیروی دریایی آرژانتین پیوستند.
نیروی دریایی آرژانتین با همکاری یک شرکت آمریکایی تلاش کردند که مبدأ آن پیام‌ها را پیدا کنند.
نیروی دریایی ایالات متحده آمریکا شناورهای امداد و نجات را به آرژانتین فرستاده‌است تا درصورت پیدا شدن این زیردریایی در کف دریا، در عملیات نجات شرکت کنند. همچنین نیروی دریایی ایالات متحده، علاوه بر این از طریق ماهواره‌ای به کاوش پیوست.

## نتایج جستجو
- مقامات آرژانتینی گفته‌اند پیام‌های ماهواره‌ای که گمان می‌کردند از این زیردریایی مخابره شده باشد، به تعیین موقعیت جغرافیایی آن کمکی نکرده‌است.
- در پی دریافت آن پیام‌ها این امید قوت گرفته بود که ۴۴ خدمه زیردریایی زنده هستند. مقامات آرژانتینی گفته‌اند که مقرهای دریایی این کشور ۷ تماس تلفن ماهواره‌ای که ارتباط آن برقرار نشده‌است را ردیابی کرده‌اند. آن تماس‌ها شنبه رصد شد.
- وزارت دفاع آمریکا گفته‌است که سن خوان در روز شنبه بین اواخر صبح و اوایل بعد از ظهر با هفت تماس ماهواره‌ای بی‌نتیجه تلاش کرده، تماس بگیرد.
- یک مقام دریایی به خبرنگاران گفت که به دلیل امواج ۸متری(۲۰ فوتی) و سرعت باد که به ۴۰ گره دریایی می‌رسد جستجو در دریا را پیچیده می‌کند و تلاش برای برقراری تماس از طریق ماهواره برای پیدا کردن مکان زیردریایی پیشرفت قابل توجهی نداشته‌است.
- گابریل گالیزی فرمانده نیروی دریایی آرژانتین اظهار داشت: ما سیگنالهای دریافتی را که متناوب و ضعیف بود را تجزیه کردیم اما «آنها نمی‌توانند یک نقطه را روی نقشه به منظور جستجو و کمک ایجاد کنند.»
- شرکت ارتباطات ماهواره‌ای ایریدیوم ایالات متحده که برای کمک به تجزیه و تحلیل تماس‌ها وارد شده‌است گفت که زیردریایی آرژانتینی از دستگاه‌های تولید شده این شرکت استفاده نکرده و ممکن است از تجهیزات کمپانیهای دیگر ارتباطات ماهواره‌ای استفاده کرده باشد.
- آخرین تماس دریافتی از کشتی در روز چهارشنبه یعنی همان روزی بود که دولت اعلام کرد کشتی گم شده‌است.[۱][۳]
- در تاریخ ۲۳ نوامبر ۲۰۱۷ به گفته سخنگوی ارتش صدای انفجاری در آخرین تماس کوتاهی که این زیردریایی داشته شنیده شده‌است که احتمال غرق شدن آن را زیاد کرده‌است، ضمن اینکه ذخیره اکسیژن زیردریایی برای ۷ روز بوده‌است که به احتمال زیاد تا کنون این ذخیره به پایان رسیده‌است و احتمال زنده ماندن خدمه بسیار کم می‌باشد.[۲]

## واکنش‌ها
- پاپ فرانسیس رهبر کاتولیکهای جهان، متولد آرژانتین، نماز ظهر روز یکشنبه خود را به دعا برای پیدا شدن این کشتی اختصاص داد و گفت: «من همچنین برای پیدا شدن مردان و خدمه زیردریایی گم شده ارتش آرژانتین دعا می‌کنم.»[۱][۳]
- مائوریسیو ماکری، رئیس‌جمهور آرژانتین، در توییتی گفته‌است: «ما برای پیداکردن هرچه سریع‌تر زیردریایی، هرآنچه لازم باشد انجام خواهیم داد».[۴]